# Lista monumentelor istorice din județul Cluj - F

Simbol utilizat pentru monumentele istorice

Lista monumentelor istorice din județul Cluj - F cuprinde monumentele istorice înscrise în Patrimoniul cultural național al României și aflate în localități din județul Cluj al căror nume începe cu litera F. 
Lista completă este menținută și actualizată periodic de către Ministerul Culturii, Cultelor și Patrimoniului Național din România, prin intermediul Institutului Național al Patrimoniului, ultima versiune datând din 2015. Această listă cuprinde și actualizările ulterioare, realizate prin ordin al ministrului culturii.
Puteți căuta un monument din județul Cluj folosind formularul de mai jos sau puteți naviga prin toate monumentele din județ la lista monumentelor istorice din județul Cluj.
| Cod LMI                              | Denumire                                                          | Localitate                                | Localizare                                       | Datare, Creatori                                           | Imagine               | Erori             |
| ------------------------------------ | ----------------------------------------------------------------- | ----------------------------------------- | ------------------------------------------------ | ---------------------------------------------------------- | --------------------- | ----------------- |
| CJ-I-s-B-07045 (RAN: 57010.01)       | Tumuli                                                            | sat Feiurdeni; comuna Chinteni            | „Ciup”                                           |                                                            | Încarcă foto \| video | Raportează eroare |
| CJ-I-s-B-07046 (RAN: 57010.02)       | Situl arheologic de la Feiurdeni, punct „Viloc”                   | sat Feiurdeni; comuna Chinteni            | „Viloc”                                          |                                                            | Încarcă foto \| video | Raportează eroare |
| CJ-I-m-B-07046.01 (RAN: 57010.02.04) | Așezare                                                           | sat Feiurdeni; comuna Chinteni            | „Viloc” 46.88012°N 23.60837°E                    | Epoca migrațiilor                                          | Încarcă foto \| video | Raportează eroare |
| CJ-I-m-B-07046.02 (RAN: 57010.02.03) | Așezare                                                           | sat Feiurdeni; comuna Chinteni            | „Viloc” 46.88012°N 23.60837°E                    | Hallstatt                                                  | Încarcă foto \| video | Raportează eroare |
| CJ-I-m-B-07046.03 (RAN: 57010.02.02) | Așezare                                                           | sat Feiurdeni; comuna Chinteni            | „Viloc” 46.88012°N 23.60837°E                    | Epoca bronzului                                            | Încarcă foto \| video | Raportează eroare |
| CJ-I-m-B-07046.04 (RAN: 57010.02.01) | Așezare                                                           | sat Feiurdeni; comuna Chinteni            | „Viloc” 46.88012°N 23.60837°E                    | Perioada de tranziție la epoca bronzului, Cultura Coțofeni | Încarcă foto \| video | Raportează eroare |
| CJ-I-s-B-07047 (RAN: 56808.01)       | Situl arheologic de la Feldioara, punct „Dealul Cetății”          | sat Feldioara; comuna Cătina              | „Dealul Cetății”                                 |                                                            | Încarcă foto \| video | Raportează eroare |
| CJ-I-m-B-07047.01 (RAN: 56808.01.02) | Așezare                                                           | sat Feldioara; comuna Cătina              | „Dealul Cetății” 46.88896°N 24.14719°E           | Hallstatt                                                  | Încarcă foto \| video | Raportează eroare |
| CJ-I-m-B-07047.02 (RAN: 56808.01.01) | Așezare                                                           | sat Feldioara; comuna Cătina              | „Dealul Cetății” 46.88896°N 24.14719°E           | Epoca bronzului                                            | Încarcă foto \| video | Raportează eroare |
| CJ-I-s-B-07048 (RAN: 56808.02)       | Așezare                                                           | sat Feldioara; comuna Cătina              | „Ciurgău” 46.88879°N 24.14459°E                  | Epoca bronzului                                            | Încarcă foto \| video | Raportează eroare |
| CJ-I-s-B-07049 (RAN: 56808.03)       | Tumul                                                             | sat Feldioara; comuna Cătina              | Extravilan, între satele Feldioara și Cătina     |                                                            | Încarcă foto \| video | Raportează eroare |
| CJ-I-s-B-07050 (RAN: 57715.01)       | Situl arheologic de la Florești, punct „Tarișnes Dâmb”            | sat Florești; comuna Florești             | „Tarișnes Dâmb”                                  |                                                            | Încarcă foto \| video | Raportează eroare |
| CJ-I-m-B-07050.01 (RAN: 57715.01.02) | Așezare                                                           | sat Florești; comuna Florești             | „Tarișnes Dâmb”                                  | Epoca romană                                               | Încarcă foto \| video | Raportează eroare |
| CJ-I-m-B-07050.02 (RAN: 57715.01.01) | Așezare                                                           | sat Florești; comuna Florești             | „Tarișnes Dâmb”                                  | Neolitic                                                   | Încarcă foto \| video | Raportează eroare |
| CJ-I-s-A-07051 (RAN: 57715.02)       | Situl arheologic de la Florești, punct „Labu” („Cetatea Fetelor”) | sat Florești; comuna Florești             | „Labu” („Cetatea Fetelor”) 46.75396°N 23.48569°E |                                                            |                       | Raportează eroare |
| CJ-I-m-A-07051.01 (RAN: 57715.02.06) | Cetate                                                            | sat Florești; comuna Florești             | „Labu” („Cetatea Fetelor”) 46.75396°N 23.48569°E | sec. XIII-XIV                                              | Încarcă foto \| video | Raportează eroare |
| CJ-I-m-B-07051.02                    | Așezare                                                           | sat Florești; comuna Florești             | „Labu” („Cetatea Fetelor”)                       | sec. II - III p. Chr.                                      | Încarcă foto \| video | Raportează eroare |
| CJ-I-m-B-07051.03                    | Așezare                                                           | sat Florești; comuna Florești             | „Labu” („Cetatea Fetelor”)                       | sec I a. Chr. - sec I p. Chr.                              | Încarcă foto \| video | Raportează eroare |
| CJ-I-m-B-07051.04                    | Așezare                                                           | sat Florești; comuna Florești             | „Labu” („Cetatea Fetelor”)                       | Hallstatt                                                  | Încarcă foto \| video | Raportează eroare |
| CJ-I-s-B-07052 (RAN: 57715.03)       | Tumuli                                                            | sat Florești; comuna Florești             | „Hotmort” 46.72905°N 23.4715°E                   | Preistorie                                                 | Încarcă foto \| video | Raportează eroare |
| CJ-II-m-B-07611                      | Biserica ortodoxă                                                 | sat Feiurdeni; comuna Chinteni            | 112                                              | 1927-1928                                                  |                       | Raportează eroare |
| CJ-II-m-B-07612 (RAN: 56808.07)      | Biserica reformată                                                | sat Feldioara; comuna Cătina              | 105                                              | sec. XV - XVI                                              | Alte imagini          | Raportează eroare |
| CJ-II-m-A-07613 (RAN: 57591.02)      | Biserica „Cuvioasa Paraschiva” a Episcopiei Feleacului și Vadului | sat Feleacu; comuna Feleacu               | 475 46.71388°N 23.62305°E                        | 1486                                                       | Alte imagini          | Raportează eroare |
| CJ-II-a-A-07614                      | Ansamblul bisericii „Sf. Arhangheli Mihail și Gavriil”            | sat Finișel; comuna Săvădisla             | 120                                              | 1758                                                       |                       | Raportează eroare |
| CJ-II-m-A-07614.01                   | Biserica de lemn „Sf. Arhangheli Mihail și Gavriil”               | sat Finișel; comuna Săvădisla             | 120                                              | 1758                                                       |                       | Raportează eroare |
| CJ-II-m-A-07614.02                   | Clopotnița de lemn                                                | sat Finișel; comuna Săvădisla             | 120                                              | sec. XVIII - XIX                                           |                       | Raportează eroare |
| CJ-II-m-B-07615 (RAN: 57653.03)      | Biserica reformată                                                | sat Fizeșu Gherlii; comuna Fizeșu Gherlii | 315 47.02545°N 23.988°E                          | sec. XVII                                                  | Alte imagini          | Raportează eroare |
| CJ-II-m-B-07616 (RAN: 57715.05)      | Biserica romano-catolică                                          | sat Florești; comuna Florești             | Str. Iancu Avram 217                             | sec. XIV - XV                                              | Alte imagini          | Raportează eroare |
| CJ-II-m-B-07617                      | Biserica de lemn „Pogorârea Sf. Duh”                              | sat Frata; comuna Frata                   | 403                                              | 1827                                                       | Alte imagini          | Raportează eroare |